# Bouddha Box
Bouddha Box (Buddha Box en VO) est le huitième épisode de la saison 22 de South Park et le 295ème épisode de la série au total.
Cartman est diagnostiqué comme anxieux et se met à porter un carton sur la tête où il est seul avec son écran de téléphone. Principal PC et Femme à Poigne cachent toujours leur relation et maintenant, ils doivent cacher le fait qu'ils ont des bébés PC.

## Synopsis
Cartman est chez un thérapeute pour lui raconter ses problèmes personnels, il dit prendre conscience que les gens sont nuls et qu'il est heureux qu'avec son téléphone. Le thérapeute lui diagnostique de l'anxiété chronique.
À l'école, M. Mackey demande au Principal PC si ses histoires avec la vice-principale étaient bien terminées. Principal PC affirme que oui, mais pourtant, il se rend dans son bureau pour calmer les bébés qu'il a eu avec elle. Les deux font le maximum pour cacher le résultat de leur relation au travail étant donné que tout le monde croit qu'ils ont arrêté leur
Cartman est de plus en plus anxieux à cause des gens qui lui parlent pendant qu'il est sur son téléphone, il découvre un objet qui peut le calmer : la Bouddha Box. C'est une boîte qui permet d'être en tête-à-tête avec son téléphone. Craig qui est blasé par la nervosité excessive de Tweek prend également une Bouddha Box pour être coupé du monde. Mme Nelson trouve insupportable l'utilisation de la Bouddha Box par Cartman et l'envoie dans le bureau du principal. Mais le petit gros arrive à convaincre le Principal PC de par ses problèmes personnels de prendre également une Bouddha Box.
En rentrant chez eux, Femme à Poigne constate que Principal PC ne s'occupe pas des enfants. Après une grosse dispute entre les deux, Femme à Poigne décide elle aussi de s'occuper avec une Bouddha Box. Cependant comme les deux parents restent avec leur boîte, les bébés PC s'échappent. En se rendant à la mini-brasserie de Crunchy de South Park, ils trouvent le nom des boissons offensant pour certaines minorités. En jouant au football à l'école, Cartman et Craig restent inactifs avec leur Bouddha Box. Kyle s'énerve et les deux s'insultent. Token disant que son père n'est pas venu le voir pour qu'ils perdent lui demande de partir, sauf que, le père de Token également utilise la Bouddha Box. Le thérapeute reçoit désormais Tweek accompagné de Craig, Liane accompagné de son fils et Token accompagné de son père. Les trois personnages sont contrariés de la rupture social qu'ont leurs proches. Avec la Bouddha Box, ils sont coupés du monde. Lors de la thérapie de groupe, Liane essaye de parler à Cartman qui ne lui répond pas. Pour lui communiquer, elle lui envoie un message alors qu'ils sont à côté. Cartman s'énerve en recevant le message et reproche à sa mère qu'il est incompris.
Paniqués, le couple PC se rend au poste de police pour signaler que 5 bébés PC ont disparu sans préciser qui est le père. Femme à Poigne dit être la mère mais le Principal PC dit juste être un collègue. Après leur déposition au poste, les deux collègues attendent en se remettant dans leur Bouddha Box. Tandis qu'au Splashtown de M. Pi Pi, devant le grand toboggan aquatique, Cartman bloque tout le monde en ne voulant pas aller dans le toboggan car il est dans sa boîte. Kyle commence à lui crier dessus qu'il ferait mieux de rester chez lui. Cartman, offensé, pense que Kyle veut dire que tous les anxieux devraient rester chez eux. Il s'en va de l'attraction. Juste après, Kyle se plaint que Cartman se repose sur sa serviette (à Kyle). Cartman et Kyle ont une grosse dispute, Kyle obtient le dernier mot en disant à Cartman que tout le monde fait de l'anxiété et essaye de faire de son mieux contrairement à lui qui s'enfonce.
Ensuite, après cette déclaration de Kyle, Cartman se rend à la mairie habillé en bouddhiste pour clarifier la signification du mot Namasté. Il dit que ça veut dire : « Je t'emmerde, je fais de l'anxiété ! ». Après cela, il propose à la maire de donner des Bouddha Box à tout le monde pour aider. À la suite de leur protestation de la construction d'un immeuble, les bébés PC produisent une chanson pour une maison de disques. Cette chanson passe à la radio y compris à celle du poste de police, le couple PC reconnaît la voix de leurs fils et retrouvent. Ils découvrent également avoir raté la première manifestation des bébés parce qu'ils étaient sur leur boîte. Dès lors, Principal PC a une idée.
Ils organisent une réunion à l'école où ils avouent toujours être ensemble, Principal PC prend la parole pour déclarer que les Bouddha Box et les téléphones seront interdits à l'école. Cependant, à la réunion, tout le monde a une Bouddha Box dont personne n'écoute. En voyant que personne ne les écoute, le couple prend des vacances à Aspen.